# Вовер – Фос-сюр-Мер – Лавера
Вовер — Фос-сюр-Мер — Лавера — спеціалізований трубопровод, призначений для транспортування продукції соляної копальні Вовер. Має офіційну назву Saumoduc.
Трубопровід ввели в дію у 1973 році. Первісно він транспортував розсіл до електролізного майданчику в Лавері, а в 1976-му ввели в дію електролізний завод у Фос-сюр-Мер.
Розсолопровід має довжину 92 км (з них 65 км займає ділянка до Фос-сюр-Мер) та виконаний у діаметрі 300 мм. Він перетинає Рону по мосту в Арлі, а на завершальному етапі двічі перетинає лагуну Етан-де-Берр.
Трубопровід має пропускну здатність 380 м3/год та щорічно може транспортувати понад 1 млн тонн хлориду натрію.